# 全国中学生ラグビーフットボール大会
全国中学生ラグビーフットボール大会（ぜんこくちゅうがくせい―たいかい）は、日本ラグビーフットボール協会主催による中学生のラグビー大会である。第2回から太陽生命保険が特別協賛となり、「太陽生命カップ」として現在は毎年9月の連休に、中学校、ラグビースクール、女子の3つのブロックで開催される。男子は12人制（ジュニアラグビー）、女子は7人制。
2024年には「第15回記念大会ブロック（特別推薦枠）」を設け、参加チームを増やした。
12月の全国ジュニアラグビーフットボール大会が地域選抜選手で構成されたチームによる対戦であるのに対し、この大会の男子は、単独チーム（教育課程 課外活動の中学校単位、または、社会体育のラグビースクール単位）で参加する。女子は、都道府県単位のチームまたは地域協会内の合同チームが参加する。
最多優勝は、中学校の部では東海大仰星中学・茗渓学園中学（各4回）、ラグビースクールの部では横浜ラグビースクール（4回）。

## 概要
日本ラグビーフットボール協会が策定した「JRFU戦略計画2010-2019」に基づき、ユース強化施策と中学生カテゴリーの競技者普及策の一環で創設された。それまで中学生カテゴリーは、地域から選抜された選手で構成したチームによる「全国ジュニアラグビーフットボール大会」があったが、単独チームについては地域単位の大会のみで全国大会が存在しなかった。
2010年（第1回）は、8月13日から15日にかけて長野県菅平高原のサニアパークで開催された。各地域協会に推薦された中学校の部とラグビースクールの部それぞれ12人制で4チームのトーナメント方式で行われた。
2011年（第2回）から、「太陽生命カップ」の冠がつき、9月に茨城県水戸市のケーズデンキスタジアム水戸とツインフィールドで開催されるようになった。第1ブロック「中学校の部」、第2ブロック「ラグビースクールの部」が、それぞれ8チームへと増やされた。また、この回から2015年（第6回）まで、女子7人制のエキシビジョンマッチがトーナメントで行われた。
2013年（第4回）の3日目（最終日）は台風のため全試合が中止となり、決勝進出予定の両チームが優勝となった。
2016年（第7回）から、第3ブロック「女子の部」を7人制で新設した。
2020年（第11回）・2021年（第12回）とも、新型コロナウイルス感染症の世界的流行のため大会が中止となった。2021年は代替企画として、各地区で対抗戦を実施した。
2022年（第13回）は選手・関係者の安全への配慮により、前期・後期による分散型での開催となった。
2023年（第14回）は4年ぶりの通常開催となる。
2024年は「第15回記念大会ブロック」（特別推薦4チーム）を設け、第1ブロック8チーム、第2ブロック8チーム、第3ブロック9チームと合わせ、29チームが参加する。女子は前年より1チーム増え、予選リーグと決勝リーグに分けて実施する。

## 大会方式

### 2025年の大会概要
出典
- 開催日：2025年9月13日（土）・14日（日）・15日（月・祝）
- 会場：ケーズデンキスタジアム水戸（水戸市立競技場）、ツインフィールド（水戸市立サッカー・ラグビー場）
- 目的：中学生チームの全国規模の競技機会を提供することで、チーム及び競技者の増加ならびに競技力の向上に寄与すると同時にU15世代のラグビーに携わる指導者の質の向上を図り、ラグビー競技を通して中学生プレーヤーをはじめ、関係する中学生が健全な社会を形成する者として必要な資質を得られるよう働きかけること
- 競技規則：日本ラグビーフットボール協会制定2022年度「U-15ジュニアラグビー競技規則」による。また「U-15ジュニアラグビー競技ガイド」を準拠する。[17]
- 部門分け：
  - 以下の4ブロックで競う。
  - 第1ブロック - 中学校男子の部： 12人制 8チーム（関東協会3・関西協会3・九州協会2）によるトーナメント戦。3位までを表彰。
  - 第2ブロック - ラグビースクール男子の部： 12人制 8チーム（関東協会3・関西協会3・九州協会2）によるトーナメント戦。3位までを表彰。
  - 第3ブロック - 都道府県代表女子の部： 7人制 9チーム（開催支部1・関東協会3・関西協会3・九州協会2）による予選リーグ、決勝リーグを実施。カップ優勝・準優勝、プレート優勝、ボウル優勝を表彰。
  - 地域普及ブロックの部（男子）： 12人制4チーム（開催支部1・関東協会1・関西協会1・九州協会1）優勝チームを表彰。
- 試合時間：男子12人制は20分ハーフ、女子7人制は7分ハーフ
- 主催：日本ラグビーフットボール協会
- 共催：水戸市、水戸市スポーツ振興協会
- 主管：関東ラグビーフットボール協会、茨城県ラグビーフットボール協会
- 特別協賛：太陽生命保険
- 協賛：SMBCグループ、シミズオクト、ヒト・コミュニケーションズ
- 後援：スポーツ庁、読売新聞社、茨城新聞社、茨城県、茨城県教育委員会、水戸市教育委員会、茨城県スポーツ協会、水戸市スポーツ協会
- 暑熱対策協力：LOGOS
- コンテンツプロダクションパートナー： rtv
- 配信：JAPAN RUGBY TV（日本ラグビーフットボール協会公式YouTubeチャンネル）

## 歴代優勝チーム
| 回 | 年   | 開催地                     | 第1ブロック 中学校の部 優勝                                       | 第2ブロック スクールの部 優勝                                                     | 第3ブロック 女子の部 優勝                                       |                                                                   | 備考                 |
| -- | ---- | -------------------------- | ----------------------------------------------------------------- | --------------------------------------------------------------------------------- | --------------------------------------------------------------- | ----------------------------------------------------------------- | -------------------- |
| 1  | 2010 | 菅平                       | 秋田市立秋田北中学（秋田）                                        | つくしヤングラガーズ（福岡）                                                      |                                                                 |                                                                   | [ 4 ]                |
| 2  | 2011 | 水戸                       | 國學院久我山中学（東京）                                          | 春日リトルラガーズ（福岡）                                                        |                                                                 |                                                                   | [ 1 ]                |
| 3  | 2012 | 水戸                       | 天理中学（奈良）                                                  | かしいヤングラガーズ（福岡）                                                      |                                                                 |                                                                   | [ 5 ]                |
| 4  | 2013 | 水戸                       | 天理中学（奈良） 茗溪学園中学（茨城）                             | 芦屋ラグビースクール（兵庫） 長崎ラグビースクール（長崎）                         |                                                                 |                                                                   | 台風で最終日中止     |
| 5  | 2014 | 水戸                       | 京都市立伏見中学（京都）                                          | 横浜ラグビースクール（神奈川）                                                    |                                                                 |                                                                   | [ 7 ]                |
| 6  | 2015 | 水戸                       | 天理中学（奈良）                                                  | 伊丹ラグビースクール（兵庫）                                                      |                                                                 |                                                                   | [ 18 ]               |
| 7  | 2016 | 水戸                       | 京都市立西陵中学（京都）                                          | 筑紫丘ラグビークラブ ジュニアスクール（福岡）                                     | 東京都スクール選抜（東京）                                      |                                                                   | 女子の部新設         |
| 8  | 2017 | 水戸                       | 東海大仰星中学（大阪）                                            | 横浜ラグビースクール（神奈川）                                                    | 神奈川県女子選抜（神奈川）                                      |                                                                   | [ 19 ] [ 20 ]        |
| 9  | 2018 | 水戸                       | 東海大仰星中学（大阪）                                            | 吹田ラグビースクール（大阪）                                                      | 北関東・信越女子選抜                                            |                                                                   | [ 21 ]               |
| 10 | 2019 | 水戸                       | 東海大仰星中学（大阪）                                            | ワセダクラブラグビースクール（東京） かしいヤングラガーズ（福岡）                 | 東京都代表（東京）                                              |                                                                   | [ 22 ]               |
| 11 | 2020 | 開催せず                   | 開催せず                                                          | 開催せず                                                                          | 開催せず                                                        | 開催せず                                                          |                      |
| 12 | 2021 | 開催せず（代替企画を実施） | 開催せず（代替企画を実施）                                        | 開催せず（代替企画を実施）                                                        | 開催せず（代替企画を実施）                                      | 開催せず（代替企画を実施）                                        |                      |
| 13 | 2022 | 水戸                       | 前期優勝： 東海大仰星中学（大阪） 後期優勝： 茗溪学園中学（茨城） | 前期優勝： 芦屋ラグビースクール（兵庫） 後期優勝： 横浜ラグビースクール（神奈川） | 前期優勝： 福岡県代表（東京） 後期優勝： 神奈川県代表（神奈川） |                                                                   | 前期・後期で分散開催 |
| 14 | 2023 | 水戸                       | 茗渓学園中学（茨城）                                              | 横浜ラグビースクール（神奈川）                                                    | 大阪府女子代表（大阪）                                          |                                                                   | [ 15 ]               |
| 15 | 2024 | 水戸                       | 茗渓学園中学（茨城）                                              | 江東ラグビークラブ（東京）                                                        | 福岡県女子代表（福岡）                                          | 第15回記念大会ブロック（特別推薦枠） 鈴鹿ラグビースクール（三重） | [ 24 ] [ 25 ]        |
| 回 | 年   | 開催地                     | 第1ブロック 中学校男子の部 優勝                                   | 第2ブロック ラグビースクール男子の部 優勝                                         | 第3ブロック 都道府県代表女子の部 優勝                           | 地域普及ブロックの部 優勝                                         | 備考                 |
| 16 | 2025 | 水戸                       |                                                                   |                                                                                   |                                                                 |                                                                   |                      |